# Gertrud Burgsthaler-Schuster
Gertrud Burgsthaler-Schuster geb. Schuster (22. Februar 1916 in Wien – 28. Oktober 2004 ebenda) war eine österreichische Opernsängerin in den Stimmfächern Mezzosopran und Alt sowie Gesangspädagogin. Sie war fünf Jahre lang an der Wiener Staatsoper engagiert und fünfzehn Jahre lang am Landestheater Linz. Sie trat auch unter anderem unter dem Namen Gertrude Burgstaller, Gertrude Burgstaller-Schuster oder Gertrude Schuster-Burgstaller auf.

## Leben und Wirken

### Studium und Wiener Staatsoper
Gertrud Schuster studierte von 1935 bis 1938 Gesang an der Staatsakademie für Musik und darstellende Kunst, der heutigen Universität für Musik und darstellende Kunst in Wien.
Nach der Zerstörung der Wiener Staatsoper im Jahr 1945 durch einen Bombentreffer, fanden ab Mai 1945 die Vorstellungen in den Ausweichquartieren Volksoperngebäude und Theater an der Wien statt. Burgsthaler-Schuster debütierte am 29. Juli 1945 im Rahmen der Matinée Beliebte Opernfiguren, in welcher sie die Kartenarie und die Habanera der Carmen sang, die Rolle der Carmen stellte sie während ihrer Laufbahn nie szenisch dar. Kurz darauf übernahm sie den jungen Hirten in Puccinis Tosca, eine Rolle, die hinter der Bühne gesungen wird. Ihr eigentliches Bühnendebüt erfolgte im September 1945 als Aiblers Frau in Der Evangelimann an der Seite von unter anderem Rosette Anday, Alfred Jerger, Sena Jurinac und Alois Pernerstorfer. Im Dezember 1945 folgte ihr Rollendebüt als Prinz Orlofsky in der Operette Die Fledermaus. Diese Rolle sang sie an der Staatsoper fast 60 Mal.
Burgsthaler-Schuster übernahm an der Staatsoper insgesamt 28 Rollen. Sie sang dort kleine und mittlere Rollen sowie auch zentrale Rollen wie zum Beispiel Amneris in Aida, die alte Buryja in Jenůfa, Ulrica in Un ballo in maschera, Maddalena in Rigoletto und Kundry in Parsifal. Sie arbeitete dabei mit Dirigenten zusammen wie Otto Ackermann, János Ferencsik, Herbert von Karajan, Josef Krips, Wilhelm Loibner, Rudolf Moralt, Felix Prohaska, Franz Salmhofer und Kurt Tenner.

### Linzer Landestheater
Nach ihrer zweiten Eheschließung nahm sie ein Engagement am Landestheater Linz an. Sie sang dort über sechzig Rollen und blieb dem Hause 14 Spielzeiten lang verbunden, unter den sieben Intendanzen von Brantner, Walleck, Fischer-Colbrie, Schroer, Krahl und Wöss/Stögmüller/Holschan. Sie zeigte in Linz ihr breites Spektrum sowohl gesanglicher Fähigkeiten, als auch dramatischer Darstellungskunst, sang sowohl die tragische Küsterin in Jenůfa als auch die humoristisch angelegte Gräfin in Lortzings Wildschütz oder als Halbweltsdame Metella in der Operette Pariser Leben. Sie sang an diesem Theater insgesamt sechzig Rollen, die stimmlich auch extrem variierten, von der tiefen Erda im Ring des Nibelungen bis zur deutlich höher und heller liegenden Lady Macbeth.
Zudem wirkte sie bei zwei Uraufführungen mit. 1960 sang sie die Jokaste in Helmut Eders Ödipus, 1964 kreierte sie das Monodrama Regen am Sonntag von Bert Rudolf. Wiederum begeisterte Kritiken: „Ihre Stimme beherrschte die großen technischen Anforderungen souverän.“. Weiters war Burgsthaler-Schuster an zahlreichen österreichischen Erstaufführungen beteiligt – darunter Bizets Ivan IV, Martinůs Griechische Passion, Hindemiths Mathis der Maler, Kreneks Pallas Athene weint, Egks Zaubergeige und Liebermanns Leonore 40/45.
Ein Hüftleiden erschwerte die Auftritte, worauf sie sich 1965 zum Rückzug von der Bühne entschloss. Sie verabschiedete sich in der Rolle der Prinzessin Eboli in Don Carlos, kehrte jedoch 1967 noch einmal auf die Bühnen des Landestheaters zurück, als Waltraute in Wagners Götterdämmerung.
In Linz sang sie unter anderem unter der musikalischen Leitung von Giuseppe Patanè und Kurt Wöss.

### Gastspiele
Neben ihren Engagements in Wien und Linz gastierte sie hin und wieder an Bühnen im In- und Ausland. 1949 übernahm sie am Teatro San Carlo in Neapel die Mary im Fliegenden Holländer, 1950 sang sie beim Musikfest von Perugia, 1951 gastierte sie erneut in Neapel. 1957 sang sie bei den Seefestspielen Mörbisch an der Seite von Helge Rosvaenge die Rolle der Czipra in der Operette Der Zigeunerbaron, in dieser Rolle trat sie ebendort ebenfalls 1966 auf.

### Wirken als Konzertsängerin
Auch trat sie als Konzert- und Oratoriensängerin auf. Zum Beispiel gastierte sie 1949 beim Wiener Bruckner-Fest auf. Bei den Salzburger Festspielen trat sie in den Jahren 1956, 1964 und 1965 auf: 1956 debütierte sie dort in zwei Konzerten geistlicher Musik mit dem Mozarteumorchester Salzburg in der Aula academica, geleitet von Joseph Messner. Aufgeführt wurden Werke Mozarts und Bruckners. In den 1960er Jahren sang sie in Salzburg zweimal das Altsolo in Mozarts Requiem, wiederum mit dem Mozarteumorchester Salzburg unter Joseph Messner.
Es bestehen Einspielungen von Bachs h-Moll-Messe (mit den Wiener Symphonikern unter Leitung von Hermann Scherchen aus dem Jahr 1950), von Mozarts Krönungsmesse, KV 317, und des Heinrich-Schütz-Oratoriums La résurrection.

### Wirken als Gesangspädagogin
Von 1963 bis 1980 lehrte Burgsthaler-Schuster als Gesangslehrerin am Linzer Bruckner Konservatorium. Zu ihren Schülern zählten Alois Aichhorn und Manfred Pilsz. Im Jahr 1976 verlieh ihr der Bundespräsident der Republik Österreich den Berufstitel Professor.

### Privates
1938 heiratete sie den Oberstleutnant Hugo Burgsthaler. Das Paar hatte zwei Söhne, Peter und Heinz. Aufgrund der Annexion Österreichs durch Hitler-Deutschland, des Zweiten Weltkriegs und der damit verbundenen Einschränkung der Theaterbetriebe sowie ihrer kleinen Kinder fand bzw. suchte die Sängerin vorerst kein Engagement. 1944 fiel ihr Ehemann in der Normandie. Im Jahr 1950 heiratete die sie Horst Granzner, einen Mediziner aus Linz. Nach dessen Tod im Jahr 1998 kehrte sie in ihre Heimatstadt Wien zurück, wo sie 2004 im Alter von 88 Jahren verstarb.

## Rollen (Auswahl)
| Bizet: - Mercedes in Carmen Gluck: - Orpheus in Orfeo ed Euridice Gounod: - Marthe in Faust Engelbert Humperdinck: - Gertrud in Hänsel und Gretel Janáček: - Die alte Buryja und Küsterin in Jenůfa Lortzing: - Gräfin in Der Wildschütz Mozart: - Marcellina in Le nozze di Figaro - Dorabella in Così fan tutte Offenbach: - Metella in Pariser Leben - Nicklausse und Stimme der Mutter in Les Contes d'Hoffmann Puccini: - Ein junger Hirt in Tosca - Suzuki in Madama Butterfly Smetana: - Ludmila und Háta in Die verkaufte Braut Johann Strauß: - Prinz Orlofsky in Die Fledermaus - Czipra in Der Zigeunerbaron |  | Richard Strauss: - Page der Herodias in Salome - Erste Magd in Elektra Tschaikowski: - Gouvernante in Pique Dame Verdi: - Lady Macbeth in Macbeth - Maddalena in Rigoletto - Ulrica in Ein Maskenball - Prinzessin Eboli in Don Carlos - Azucena in Il trovatore - Amneris in Aida Wagner: - Mary in Der fliegende Holländer - Venus im Tannhäuser - Ortrud im Lohengrin - Erda in Das Rheingold - Siegrune in Die Walküre - Erda im Siegfried - Waltraute in Götterdämmerung - Kundry in Parsifal Weber: - Eglantine in Euryanthe Weinberger: - Königin in Schwanda, der Dudelsackpfeifer |

## Tondokumente

### Opern und Operetten
- Richard Strauss: Elektra, nach der Tragödie in einem Aufzug von Hugo von Hofmannsthal. Mit Martha Mödl, Anny Konetzni, Daniza Ilić, Franz Klarwein, Hans Braun, Wilhelm Felden, Dorothea Frass, Aenne Michalsky, Josef Schmidinger, Ljubomir Pantscheff, Charlotte Markus, Gertrud Burgsthaler-Schuster, Polly Batic, Katia Sabo, Dagmar Schmedes, Friedl Riegler; Dirigent: Dimitri Mitropoulos, Chor und Orchester des Maggio Musicale Fiorentino, aufgenommen 1950
- Johann Strauss: Der Zigeunerbaron, mit Elisabeth Schwarzkopf, Nicolai Gedda, Erich Kunz, Hermann Prey, Erika Köth, Willy Ferenz, Gertrud Burgsthaler-Schuster; Dirigent: Otto Ackermann, Philharmonia Orchestra, Philharmonia Chorus. Naxos Historical 8.111329-30, 1954
  - Erneut veröffentlicht im Jahre 2011 unter dem Titel Operetta Favourites by Elisabeth Schwarzkopf.[8]

### Oratorien und Messen
- Bach: h-Moll-Messe, mit Emmy Loose, Hilde Ceska, Gertrud Burgsthaler-Schuster, Anton Dermota, Alfred Poell, Dirigent: Hermann Scherchen, Wiener Akademie-Kammerchor, Wiener Symphoniker. Westminster 1950
- Mozart: Krönungsmesse, KV 317. Mit Rosl Schwaiger, Gertrud Burgsthaler-Schuster, Herbert Handt, Alois Pernerstorfer, Anton Heiller; Dirigent: Hans Gillesberger, Mozart Festival Orchestra., Wiener Akademie-Kammerchor, aufgenommen im Mozartsaal des Wiener Konzerthauses im Jänner 1950.
- Heinrich Schütz: La résurrection (Die Historie der Auferstehung Christi). Mit Erich Majkut, Karl Greisel, Gertrud Burgsthaler-Schuster, George Maran, Kajetan Schmidinger, Franz Sauer, Ernst Reichert; Dirigent: Ernst Hinreiner, Internationale Stiftung Mozarteum, Salzburg.

## Bilddokumente
Die Website musiktheater.at zeigt neben dem Besetzungszettel vom Maskenball 1947 an der Wiener Staatsoper vier Szenenbilder der Sängerin aus dem Landestheater Linz: alleine als Glucks Orpheus (1955) sowie mit den Partnern Pavel Mirov (im Troubadour, 1953), Otto Lagler (in Euryanthe, 1956) und Hans Lättgen (in Hänsel und Gretel, 1964).